# جو روثويل
جو روثويل (بالإنجليزية: Joe Rothwell؛ مواليد 11 يناير 1995) لاعب كرة قدم إنجليزي يلعب في مركز الوسط مع نادي بورنموث في الدوري الإنجليزي الممتاز.